# Excubitors
Excubitor (en llatí excubitor i en plural excubitores o excubitii, en grec Έξκουβίτορες ou Έξκούβιτοι, que literalment vol dir 'els que surten del llit' i, per tant, vigilants o sentinelles), era una classe de soldats que formaven una cohort que guardava el palau o la residència de l'Emperador romà d'Orient. Estaven dirigits per un tribú excubitor. Quan l'emperador anava a alguna celebració a casa d'un altra persona a la mateixa ciutat, els soldats excubitores també l'acompanyaven i feien guàrdia allí com si fos el mateix palau.
Es van fundar al voltant del 460 a l'Imperi Romà d'Orient per servir de guàrdia personal als primers emperadors. Els seus comandants van guanyar ràpidament una gran influència i van donar a l'imperi diversos emperadors al segle vi. Els excubitores van perdre gradualment la seva importància cap a finals del segle vii, però es van reformar cap a mitjans del segle viii i es van convertir en un tagma, o unitat militar, d'elit i formaven el nucli professional de l'exèrcit romà d'Orient. Són mencionats per última vegada l'any 1081.

## Història
Els excubitores es van fundar a l'antiguitat tardana per l'emperador Lleó I el Traci (r. 457 - 474) cap a l'any 460 per substituir les Escoles palatines, una tropa originàriament d'elit que sota els emperadors Justí I i Justinià I ja només servia per les desfilades militars. Els excubitors eren 300 homes, reclutats principalment entre els isauris, un poble enèrgic i bel·ligerant, per contrarestar la influència del magister militum Flavi Ardabur Aspar i els seus soldats germànics enrolats a l'exèrcit romà d'Orient. A diferència dels altres regiments de l'Escola palatina que servien al palau sota el comandament del magister officiorum i van acabar realitzant desfilades militars, els excubitores van ser una tropa d'elit durant molt de temps. No tenien campaments com les Escoles, que estaven estacionades per tot arreu, a la Regió de Tràcia i a la de Bitínia, els excubitores només se situaven vora el Palau imperial i eren pràcticament l'única guarnició de Constantinoble al segle vi. El seu estatus privilegiat permetia que als oficials i als soldats rasos se'ls poguessin assignar encàrrecs especials i fins i tot diverses missions diplomàtiques.
La unitat era comandada pel comte dels excubitors (en llatí comes excubitorum, en grec κόμης τών έξκουβίτων /έξκουβιτόρων, komēs tōn exkoubitōn/exkoubitorōn), que per la seva proximitat a l'emperador era el càrrec públic més important als segles vi i vii. Aquesta posició, que es devia iniciar al voltant del 680, estava tradicionalment reservada a parents propers de la família imperial i sovint succeïa que el seu titular era un presumpte hereu. Per exemple, gràcies al suport dels seus homes, Justí I (r. 518 - 527), que era comes excubitorum quan va morir Anastasi I Dicor, va poder arribar al tron. I gràcies als excubitores, Justí II (r. 565 - 578) també va assolir el tron sense discussions. Tiberi, que era amic personal de Justí i havia estat designat per ell per aquest càrrec, va ser el braç dret de l'emperador durant tot el seu regnat i el va succeir amb el nom de Tiberi II (r. 578 - 582), i el seu propi comes excubitorum, Maurici (r. 582 - 602), el va succeir. Durant el regnat de Maurici, el càrrec va ser ocupat pel seu cunyat, Filípic, i amb Flavi Focas (r. 602 - 610) el va ocupar Prisc. Les intrigues de personatges com Prisc o les de Valentí, un general amb aquest càrrec que va voler usurpar el poder a principis dels anys 640, van fer que el comes excubitorum anés perdent progressivament la seva influència i poder i acabés desapareixent temporalment a la darrera meitat del segle vii.
Després d'un interval que va des de finals del segle vii fins a la primera meitat del segle viii, els excubitores van tornar a aparèixer sota el comandament d'un "Domèstic dels Excubitores" (δομέστικος τών έξκουβίτων / έξκουβιτόρων, domestikos tōn exkoubitōn) com un dels tagmes imperials, un exèrcit d'elit creat per Constantí V Coprònim (r. 741 - 775). En les seves noves funcions, els excubitores no eren ja guàrdies al palau imperial, sinó que intervenien activament a les campanyes militars i col·laboraven amb els exèrcits dels temes, unes unitats populars i territorials, mobilitzables per a la defensa de les províncies. Els excubitores van servir també per implementar la política iconoclasta de Constantí V. La seva lleialtat era tan gran que Irene d'Atenes, quan era regent de l'imperi, va haver de desarmar-los per la força el 786, quan va aplicar polítiques iconòdules o de defensa de les imatges.
Originàriament, el domèstic era un dignatari de baix rang, un Protoespatari, i no constituïa cap amenaça pel poder imperial, però la seva importància va anar augmentant. El Taktikon Uspenski (escrit cap al 842), diu que el càrrec de domèstic dels excubitores se situava després de l'estrateg de l'exèrcit del tema, i el Cletorològion, escrit al 899 ja el situa en un dels primers llocs, davant de l'eparca (equivalent al prefecte de la ciutat), de Constantinoble. Lleó V l'Armeni (r. 813 - 820) va elevar als que tenien aquest càrrec a la dignitat de patricis. El més il·lustre dels domèstics dels excubitores va ser Miquel el Tartamut (r. 820 - 829) que amb l'ajuda de les tropes i d'un grup de partidaris, va enderrocar l'emperador Lleó V l'Armeni i es va proclamar emperador. A la segona meitat del segle x, probablement sota Romà II (r. 959 - 963), el regiment, com totes les altres tagmata, es va dividir en dues unitats, una estacionada a Occident i l'altra a Orient, i cadascuna tenia el seu propi domèstic.
Com gairebé tots els altres tagmata, el dels excubitores no va sobreviure als grans trastorns del final del segle xi, quan les invasions estrangeres i les incessants guerres civils van destruir gairebé completament l'exèrcit romà d'Orient. La darrera menció dels excubitores la va fer Anna Comnena, que en l'Alexíada indica que van participar en la Batalla de Dirràquion el 1081, a les ordres del general Constantí Opos. Aleix I Comnè els va suprimir aquell mateix any i va confiar la vigilància del Palau a la Guàrdia varega, d'una lleialtat incorruptible.

## Estructura
No coneixem l'estructura interna dels regiments d'excubitores. Se sap, però, que es tractava d'una unitat de cavalleria i que els seus oficials s'anomenaven scribones. Segons Warren Treadgold, aquests oficials tenien un paper similar al dels decurions de cavalleria, i cadascun comandava una tropa de 30 homes. Però segons John B. Bury, els scribones, encara que formaven part de la tropa d'excubitores, eren un cos independent.
Quan va ser reformat i convertit en tagma, el regiment (conegut pel seu nom col·lectiu τό έξκούβιτον o τά έξκούβιτα) tenia una estructura similar, més o menys, a la de la resta de tagmata. El domèstic era ajudat per un topotereta (en grec τοποτηρητής, literalment "el que substitueix" o "tinent") i un cartularius (en grec χαρτουλάριος, "secretari"). El regiment estava dividit en divuit bandes, cada una probablement comandada per un scribon (en grec σκρίβων). Les bandes estaven subdividides en unitats més petites, dirigides per un drakonàrios (en grec δρακονάριος, derivat del llatí tardà draconarius) i incloïen tres categories de porta estendards que actuaven d'oficials júniors: els skevoforoi (en grec σκευοφόροι, "portadors d'estendards"), els signoforoi (en grec σιγνοφόροι, "els que fan els senyals") i els sinàtores (en grec σινάτορες, del llatí tardà senator, títol ja molt devaluat). També hi havia mandatores (en grec μανδάτορες, missatgers) al càrrec d'un prōtomandatōr.
No es pot determinar amb precisió el nombre d'homes que formaven el tagma ni els les seves subdivisions. Com passa amb altres tagmata, els historiadors no es posen d'acord en aquest tema. Segons les llistes d'oficials i els informes dels geògrafs àrabs Ibn Khurradàdhbih i Qudama ibn Ja'far, l'historiador Warren Treadgold manté que tenien aproximadament 4.000 homes, xifra que augmentava fins a 6.000 a les Escoles i als Excubitores quan es van reformar els regiments al segle x.Altres historiadors creuen que hi havia al voltant de 1.000 homes per cada tagma.